# Херек, Стивен
Стивен Роберт Херек (англ. Stephen Robert Herek, род. 10 ноября 1958, Сан-Антонио, Техас, США) — американский кинорежиссёр, сценарист и кинопродюсер.

## Карьера
Его карьера режиссёра началась в 1986 году с ныне культовой классики ужасов «Зубастики», за которой последовала комедия «Невероятные приключения Билла и Теда» в 1989 году. Затем он снял комедию «Не говори маме, что няня умерла» в 1991 году и был постоянным режиссёром The Walt Disney Company на протяжении всего десятилетия, сняв такие фильмы, как «Могучие утята», очередную киноадаптацию «Трёх мушкетёров», «101 далматинец» и «Святоша». В 1995 году он также снял получившую признание критиков драму «Опус мистера Холланда».
В 2000-х годах Херек снял фильм «Рок-звезда» с Марком Уолбергом и Дженнифер Энистон в главных ролях. После провальных проектов «Жизнь, или Что-то вроде того» и «Крутой и цыпочки» Херек переключился на телевизионные шоу и малобюджетные фильмы, такие, как «Сквозь объектив», «Добро пожаловать в рай! 2: Риф» и «Сопровождающий».

## Фильмография

### Кино
| Год  | Название                             | Вклад    | Вклад     | Вклад     | Примечание             |
| Год  | Название                             | Режиссер | Продюсер  | Сценарист | Примечание             |
| ---- | ------------------------------------ | -------- | --------- | --------- | ---------------------- |
| 1986 | Зубастики                            | Да       | Нет       | Да        |                        |
| 1989 | Невероятные приключения Билла и Теда | Да       | Нет       | Нет       |                        |
| 1991 | Не говори маме, что няня умерла      | Да       | Нет       | Нет       |                        |
| 1992 | Могучие утята                        | Да       | Нет       | Нет       |                        |
| 1993 | Три мушкетёра                        | Да       | Нет       | Нет       |                        |
| 1995 | Опус мистера Холланда                | Да       | Нет       | Нет       |                        |
| 1996 | 101 далматинец                       | Да       | Нет       | Нет       |                        |
| 1998 | Святоша                              | Да       | Да        | Нет       |                        |
| 1999 | Black Sabbath: Time Machine          | Да       | Нет       | Нет       | Short film/music video |
| 2001 | Рок-звезда                           | Да       | Нет       | Нет       |                        |
| 2002 | Жизнь, или Что-то вроде того         | Да       | Нет       | Нет       |                        |
| 2005 | Крутой и цыпочки                     | Да       | Нет       | Нет       |                        |
| 2009 | Мёртвые, как я: Жизнь после смерти   | Да       | Нет       | Нет       | Direct-to-video        |
| 2009 | Добро пожаловать в рай! 2: Риф       | Да       | Нет       | Нет       | Direct-to-video        |
| 2011 | Сопровождающий                       | Да       | Нет       | Нет       |                        |
| 2013 | Обратный бегун                       | Нет      | executive | Нет       |                        |
| 2015 | Великолепная Гилли Хопкинс           | Да       | Нет       | Нет       |                        |

### Телевидение
| Год       | Название                              | Вклад    | Вклад    | Примечание |
| Год       | Название                              | Режиссер | Продюсер | Примечание |
| --------- | ------------------------------------- | -------- | -------- | ---------- |
| 1989      | Одаренный                             | Да       | Нет      |            |
| 2002      | Разум женатого мужчины                | Да       | Нет      |            |
| 2003      | Юный МакГайвер                        | Да       | Нет      |            |
| 2008      | Сквозь объектив                       | Да       | Нет      |            |
| 2010      | Золотой лёд 4: Огонь и лёд            | Да       | Нет      |            |
| 2013      | Даллас                                | Да       | Нет      |            |
| 2013      | Счастливая семёрка                    | Да       | Нет      |            |
| 2013      | Сглазили!                             | Да       | Нет      |            |
| 2014      | Измена                                | Да       | Нет      |            |
| 2015      | Разноцветное пальто Долли Партон      | Да       | Нет      |            |
| 2015      | Час пик                               | Да       | Нет      |            |
| 2015-2016 | Гавайи 5.0                            | Да       | Нет      |            |
| 2016      | Разноцветное Рождество Долли Партон   | Да       | Да       |            |
| 2016-2018 | Новый агент Макгайвер                 | Да       | Да       |            |
| 2019      | В то же время, на следующее Рождество | Да       | Нет      |            |